# Поляков, Виктор Георгиевич
Виктор Георгиевич Поляков (25 августа 1935, село Андреевское, Новосибирская область – 30 декабря 2017, город Пушкино, Московская область) – советский и российский почвовед-географ, картограф, эколог, доктор географических наук, академик РАЕН, почётный член русского географического общества.

## Биография
Родился 25 августа 1935 года в селе Андреевское, Новосибирской области. Окончил среднюю мужскую школу им. Пушкина в г. Рубцовск.
В 1953 году поступил в МГУ на географический факультет. После окончания получил распределение в Казахскую ССР в г. Алма-Ату, в предприятие «Сельхозаэрофотосъёмка» МСХ СССР (позднее Казахский филиал ВИСХАГИ, после 1992 года ГИСХАГИ Республика Казахстан), где в период 1958-1994 гг. занимал должности инженера, начальника партии, начальника экспедиции, главного специалиста, руководителя отдела по назначению земельных ресурсов аэрокосмическими методами.
В 1977-1978 гг был в командирован в Ливию, для работы в качестве главного почвовед-географа почвенно-экологической экспедиции МСХ СССР.
Кандидат географических наук. За период работы в ВИСХАГИ под его руководством и при непосредственном участии разработана и внедрена в производство технология, позволяющая комплексно и эффективно использовать возможности аэрокосмического, полиграфического производства для исследования и картографирования почв, растительности и земельных угодий.
Под его руководством и при непосредственном участии В.Г. Полякова в ВИСХАГИ разработаны и изготовлены следующие картографические произведения: Карта земельного фонда Киргизской ССР, масштаб 1:1 000 000, Карта использования земель Казахской ССР, масштаб 1:1 000 000, Карта районирования и экспериментальных участков Юго-Восточного региона Содружества для выбора оптимальных параметров аэро- и космофотосъёмки Юго-Восточного региона содружества, масштаб 1:2 000 000, Комплект из 14 тематических карт на территорию Сары-Челекского заповедника.
По методике и технологии разработанным В.Г.Поляковым произведено картографирование и составление тематических карт и фотокарт почвенного покрова, растительности и земельных угодий, колхозов, совхозов, районов и других землепользователей в Акмолинской, Актюбинской, Алма-Атинской, Карагандинской, Мангыстауской, Талдыкурганской, Джалал-Абадской, Таласской областей.
В 1994 году по приглашению Приволжского института мониторинга земель и экосистем Комитета по земельным ресурсам и землеустройству РФ занял должность директора по научной работе.
В 1999-2006 гг возглавлял отдел экологических работ НПП «Центр Прикладной геодезии», Москва.
В результате научно-производственной деятельности опубликовал около 90 работ, часть которых была напечатана за рубежом: в Германии и Италии.
Без отрыва от производства защитил следующие диссертации: кандидатская «Цветная и спектрозональная аэрофотосъёмка в исследовании почвенного покрова сухих степей Казахстана»; докторская – «Дистанционные методы исследования земель с геоэкологических позиций на примере аридных и субаридных областей».
Умер 30 декабря 2017 года в городе Пушкино, Московской области.

## Награды
1. «За добросовестный труд»,
2. «Ветеран труда»,
3. Серебряная и Бронзовая медали ВДНХ СССР.

## Упоминания в литературе
1. Гвоздецкий Н. А. Карст. М.: Мысль 1981. с.69-71
2. Добромыслова О. В. Победитель в большом марафоне (Поляков В. Г.) // Счастливая карта. ВИСХАГИ - 70 лет - дела и люди. - М. Прометей, 2002.
3. Доктору географических наук, известному в стране и за рубежом специалисту в области дистанционного исследования природных ресурсов Полякову Виктору Георгиевичу 25 августа 2005 года исполняется 70 лет // Проблемы региональной экологии, 2005. №3.
4. 70 лет Виктору Георгиевичу Полякову // Маркшейдерский вестник, 2005. №3.